# Graeme Park
Graeme Park ist ein historisch bedeutsames Herrenhaus in Horsham im Montgomery County, Pennsylvania. Es ist im National Register of Historic Places verzeichnet und hat den Status einer National Historic Landmark. Graeme Park ist die einzige erhaltene Residenz eines Gouverneurs aus der Kolonialzeit Pennsylvanias.

## Geschichte

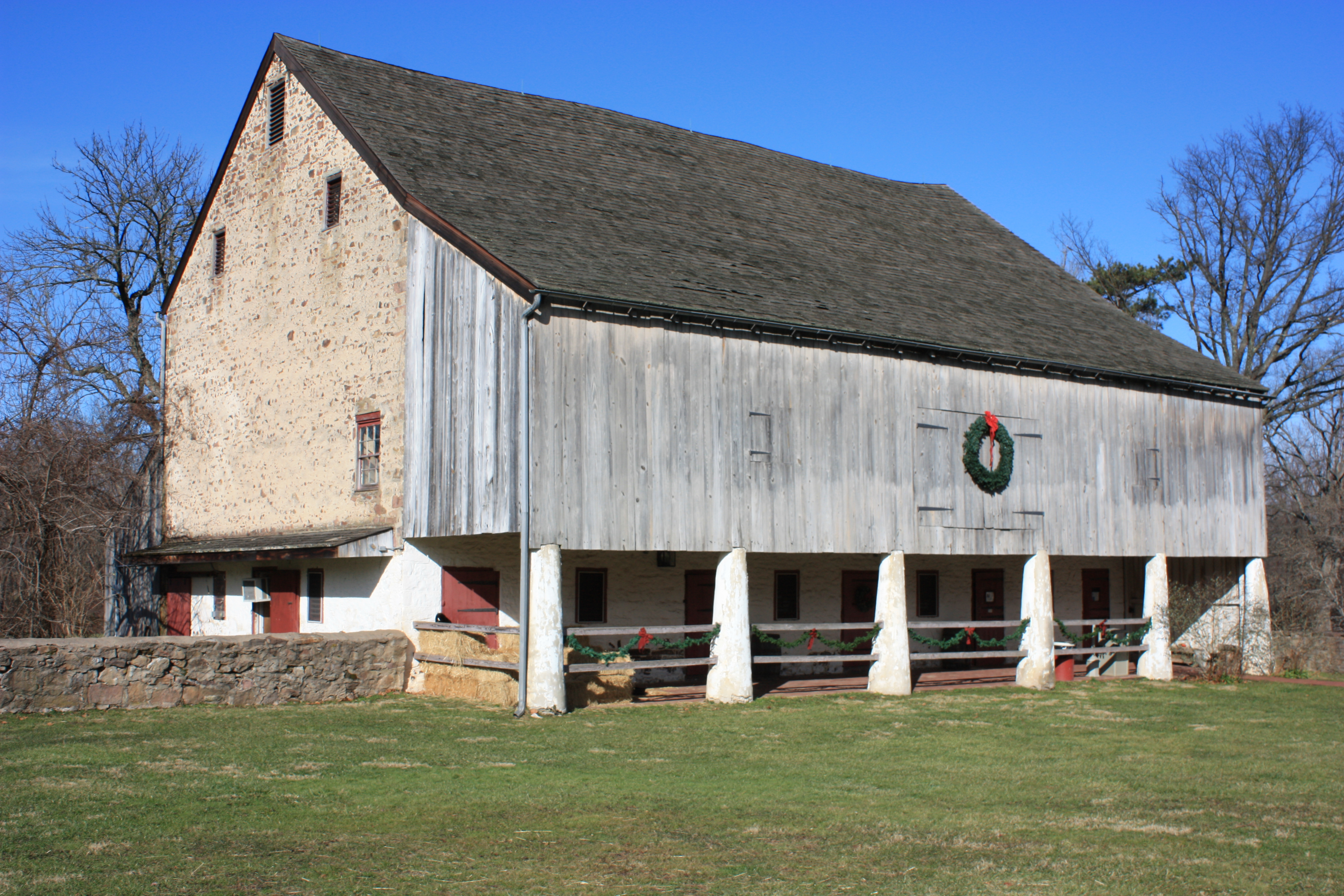
Scheune im Graeme Park (2012)

Graeme Park wurde 1721/1722 vom damaligen Gouverneur der Province of Pennsylvania, Sir William Keith, 4. Baronet errichtet und trug ursprünglich den Namen Fountain Low. Die Mitte des 20. Jahrhunderts vertretene These, dass es sich bei dem Herrenhaus erst um eine Mälzerei gehandelt habe, ist mittlerweile entkräftet worden. Neben dem Hauptgebäude entstanden bis zum Jahr 1726 ein „langes Haus“ als Sklavenunterkunft sowie eine Scheune. Nachdem ihn die Penn-Familie aus dem Amt entfernt hatte und er in den Bankrott getrieben worden war, bezog Keith im Jahr 1726 Fountain Low, bis er 1728 in das Königreich Großbritannien zurückkehrte. Seine Ehefrau und die mit Thomas Graeme verheiratete Tochter blieben in den Dreizehn Kolonien. Graeme war Chirurg am Pennsylvania Hospital in Philadelphia und Richter am obersten Gericht der Kolonie. Im Jahr 1739 ging Fountain Low Besitz in seinen Besitz über; er gab ihm den heutigen Namen und baute es in eine Sommerresidenz um. Hierzu wurde die Mälzerei 1739/1740 in ein Wohnhaus umfunktioniert. Nach Graemes Tod konnten seine Tochter Elizabeth und ihr Mann Henry Hugh Fergusson aus Geldnot das Anwesen nur kurzfristig unterhalten, weshalb sie es im Jahr 1773 zum Verkauf anboten. Wahrscheinlich wegen der für damalige Verhältnisse weiten Entfernung von Philadelphia fand sich kein Interessent.
Im Jahr 1778 konfiszierte die Regierung des nun unabhängigen Bundesstaates Pennsylvania Graeme Park, da Elizabeths Mann im Amerikanischen Unabhängigkeitskrieg auf Seiten der Loyalisten stand. Nach dem Krieg erhielt die von Fergusson verlassene Elizabeth das Anwesen zurück, bis sie es 1791 an ihren Neffen William Smith verkaufte. Dieser parzellierte das Grundstück und verkaufte die Teile einzeln. Im Jahr 1801 erwarb Samuel Penrose die bebaute Fläche. 1810 errichtete er sich andernorts ein neues Wohnhaus und seitdem gibt es keine Aufzeichnungen darüber, ob Graeme Park danach noch bewohnt wurde. Archäologische Untersuchungen deuten darauf hin, dass hier um die Mitte des 19. Jahrhunderts Menschen lebten. In der ersten Hälfte des 19. Jahrhunderts wurde auf dem Grundstück noch eine Scheune errichtet. 1920 erwarben Nachfahren von Penrose, das Ehepaar Strawbridge, Graeme Park und vermachten es im Jahr 1958 dem Commonwealth of Pennsylvania. In den 1960er Jahren wurde ein Küchenhaus erbaut.
Am 9. Oktober 1960 erhielt es den Status einer National Historic Landmark. Im Oktober 1966 folgte der Eintrag in das National Register of Historic Places. Graeme Park ist die einzige erhaltene Residenz eines Gouverneurs der kolonialen Province of Pennsylvania. Das Gebäude gilt als eines der herausragendsten Beispiele georgianischer Kolonialarchitektur, wozu vor allem die von Graeme veranlassten Holzvertäfelungen im Innenraum beitragen.

## Baubeschreibung

Salon im Erdgeschoss mit umfangreicher Holzvertäfelung (Jack Boucher für die Historic American Buildings Survey, 2004)

Das Herrenhaus ist zweieinhalb Stockwerke hoch und hat ein Mansarddach. Die Grundfläche beträgt knapp 18 × 6,50 m, wobei die Außenmauern aus braunem Feldstein 0,6 m dick sind. Die einfachen Rahmen der schmalen und hohen Türen und Fenster akzentuieren die nüchterne Außenfassade, deren Front nach Süden blickt. Im Gegensatz zu dieser steht die großzügige und mit hoher Kunstfertigkeit im georgianischen Stil ausgeführte Holzvertäfelung im Inneren, die auf das Jahr 1739 zurückgeht. Im Erdgeschoss liegen eine zentrale Eingangshalle und ein Salon, dessen umfangreiches Dekor neben der Holzvertäfelung einen den Raum vollständig umlaufenden Fries im griechischen Stil sowie ein Kamingesims mit Architrav und Ziergiebel beinhaltet.
Neben dem Herrenhaus stehen auf dem Gelände noch eine Scheune sowie ein Küchenhaus und ein Plumpsklo, wobei es sich bei beiden letzteren um Rekonstruktionen handelt. Die Überreste eines Kuhstalls, einer Räucherkate, eines Sklavenquartiers und eines Hühnerstalls traten bei einer Ausgrabung in den 1970er Jahren zutage. Außerdem durchfließt ein Bach das Grundstück und es existiert ein Teich.